# Canon EOS 600D
- Canon EOS 600D

Canon EOS 600D — цифровой зеркальный фотоаппарат серии EOS компании «Кэнон», продолжающий линейку любительских моделей EOS Digital. Выпущен 7 февраля 2011 года, является преемником модели Canon EOS 550D и предшественником модели Canon EOS 650D, представленной 8 июня 2012 года.
В Северной Америке фотоаппарат носит название EOS Digital Rebel T3i, в Японии — Canon EOS Kiss X5.
Стал одним из самых массовых фотоаппаратов компании и самым продаваемым зеркальным фотоаппаратом в Японии в 2012 году с долей рынка более 20 %. Сборка камеры осуществлялась сначала в Японии, а потом в Тайване.

## Описание
Canon EOS 600D был анонсирован 7 февраля 2011 года. Рекомендуемая розничная цена в США составляет 800 долларов для фотоаппарата без объектива и 900 долларов для комплекта с объективом Canon EF-S 18-55mm F3.5-5.6 IS II.

## Отличия от 550D

### Корпус и механика
- Поворачивающийся в двух плоскостях ЖК-дисплей с пропорциями экрана 3:2.
- Изменённое расположение кнопок, датчик видоискателя заменён кнопкой.

### Интерфейс и настройки
- Беспроводное управление внешними вспышками.
- Возможность съёмки с пропорциями кадра 4:3, 16:9, 1:1, помимо 3:2.
- Цифровое увеличение в режиме видеосъёмки.
- Наличие «творческих фильтров» (Creative Filters).

### Прочее
- Обновлённая версия объектива Canon EF-S 18-55mm F3.5-5.6 IS II (отличие только во внешнем виде).

## Схожие по функциональности камеры у конкурентов
Любительские цифровые зеркальные фотоаппараты, обладающие возможностью съёмки видео и скоростью съёмки более 3 кадров/с:
- Pentax K-r,
- Sony Alpha DSLR-A560,
- Nikon D5100.

## Комплект поставки
Canon EOS 600D предлагается в двух основных вариантах комплектации:
- без объектива,
- с объективом EF-S 18-55mm F3.5-5.6 IS II.

В различных странах возможны другие варианты комплектации Canon EOS 600D объективами. Например:
- с EF-S 18-135mm f/3.5-5.6 IS (США),
- с двумя объективами, EF-S 18-55mm F3.5-5.6 IS II и EF-S 55-250mm F4-5.6 IS (Япония).

Помимо объективов, в комплект поставки входят:
- Литий-ионный аккумулятор LP-E8.
- Зарядное устройство LC-E8.
- Шейный ремень EW-100DBIII.
- USB-кабель IFC-130U и стерео-видеокабель AVC-DC400ST.
- Документация и программное обеспечение.

## Микропрограмма
Последней версией встроенного программного обеспечения (firmware) является версия 1.0.3 от 14 ноября 2016 года.

### Исправления в версии 1.0.1
1. Исправлена ошибка, при которой камера, подключённая по USB к компьютеру, не распознавалась как камера.[4]

### Исправления в версии 1.0.2
1. Устранена неполадка, при которой не работает функция выбора точки автофокусировки и невозможно спустить затвор при съёмке с использованием электронного видоискателя (Live View), когда установлена вспышка Speedlite 270EX II.
2. Исправлены языковые ошибки в экранном меню на итальянском и португальском языках.
3. Сильно возрастают сложности с автофокусировкой по одной точке фокусировки, особенно на периферических точках. Проявляется в виде бесконечных попыток сфокусироваться, либо некорректной автофокусировкой и подсветкой о её «корректности»… При откате на 1.0.1 данные проблемы пропадают. Тесты проводились на нескольких идентичных камерах и подтверждаются наблюдениями фотографов.[5][6]

### Исправления в версии 1.0.3
1. Устранена неполадка, при которой даже если коррекция аберрации объектива установлена на Enable (Вкл.) при использовании камеры вместе с объективом EF-S 18-135mm f/3.5-5.6 IS USM или EF 70-300mm f/4-5.6 IS II USM, коррекция не применяется.
2. Невозможность установки Magic Lantern в качестве альтернативной прошивки, в связи с тем что ML выходит на базе прошивки 1.0.2

## Награды
Canon EOS 600D стал лауреатом обеих престижных премий для фототехники: TIPA (Technical Image Press Association) и EISA (European Imaging and Sound Association):
- TIPA Best D-SLR Entry Level (2011)[7],
- EISA European Camera (2011—2012)[8].